# Myself ; Yourself
Myself ; Yourself (яп. マイセルフ ユアセルフ маисэруфу юасэруфу) — японская компьютерная игра в жанре «визуальный роман», разработанная в 2007 году фирмой Yeti и выпущенная фирмой Regista; в том же году, ещё до выхода игры, на её основе был сделан 13-серийный аниме-сериал.

## Сюжет
В небольшом прибрежном городишке Сакураномори, префектуры W (префектура и город вымышлены; прототипом для префектуры послужила префектура Вакаяма) с населением около 5000 человек родился и жил главный герой, Сана, и несколько его друзей детства — Нанака, кузина Аой, брат и сестра Сюсукэ и Сюри. Однако, когда он учился в 5 классе начальной школы, родители по работе вынуждены были переехать в Токио, и взяли Сану с собой. Пять лет он прожил там один, без друзей, и вот теперь возвращается обратно в свой родной город. Казалось бы, здесь всё по-прежнему, но не совсем. Например, его первая любовь, Нанака, уже не похожа на ту милую и приветливую девочку, которой он знал её прежде…

## Персонажи
- Сана Хидака (яп. 日高　佐菜 Хидака Сана)

Главный герой. Вернувшись в родной город после пятилетнего перерыва, сейчас учится в старшей школе Сакураномори, в классе 2F. Родился 13 октября, сейчас ему 16 лет. Когда-то был весьма шаловливым ребёнком, но за 5 лет, проведённых в отлучке, повзрослел, и сейчас является одним из лучших учеников. По характеру спокойный, увлекается фотографией и компьютером. Раньше он также играл на пианино, но сейчас всё забыл, за исключением одной мелодии, которую перед его отъездом Нанака сыграла специально для него. В конце сериала Сана предлагает Нанаке, и она соглашается, надев кольцо предложения во время ее концерта.
Сэйю: Синносукэ Татибана; (в детстве) Мадока Кимура
- Нанака Яцусиро (яп. 八代 菜々香 Яцусиро Нанака)

Друг детства и первая любовь Саны. Родилась 29 июля (16 лет). Вместе с Саной и другими ходит в тот же 2F класс. В городе есть синтоистский храм «Яцусиро дзиндзя», где священником служит её дядя, и она после школы прислуживает в этом храме в качестве мико. У неё отличная успеваемость, и она сильна в спорте, репутация, тем не менее, у неё не очень хорошая. Причиной тому — происшествие, случившееся три года назад в её доме…
Любит Сану и сильно ревнует его к любой девушке.
Сэйю: Ами Косимидзу
- Сюсукэ Вакацуки (яп. 若月 修輔 Вакацуки Сю:сукэ)

Друг Саны. Родился 23 марта (16 лет). Учится в том же 2F классе, что и Сана. В отличие от Саны является весьма энергичным, так что бывает обычно заводилой в их компании. С детских лет обучался таким дзюдо, кэндо, боевым искусствам Сёриндзи Кэмпо, хорошо знает также вычисления на соробане и каллиграфию. Понимает переживания Сюри в её проблемах с отцом и мачехой.
Сэйю: Такэхито Коясу; (в детстве) Юко Сампэй
- Сюри Вакацуки (яп. 若月 朱里 Вакацуки Сюри)

Старшая сестра-близнец Сюсукэ. Родилась 23 марта (16 лет). Учится в том же классе 2F. Это светлая, энергичная личность, пользующаяся в школе популярностью как у мальчиков, так и у девочек. В отличие от своего бесшабашного брата, она человек ответственный, часто даже будит его по утрам. Как и брат, она увлекаются боевыми искусствами, однако, помимо этого, также любит живую природу; ей тяжело видеть, как лес и море в её родном городе незаконно загрязняются промышленными и прочими отходами. В современной технике разбирается плохо; с готовкой тоже не в ладах.
У неё очень напряжённые отношения с её приёмной матерью. При этом, её отец не хочет вникать в их проблемы, так как его больше волнует его политическая карьера. Поэтому в собственном доме Сюри ощущает себя сиротой; никто, кроме брата, её не поддерживает.
Сэйю: Юкари Тамура
- Аои Орибэ (яп. 織部 麻緒衣 Орибэ Аои)

Кузина Саны, старше его на один год. Она дочь хозяйки квартиры, которую снимает Сана, и сама живёт по соседству. Носит очки. Родилась 28 августа. По возрасту она на год старше других героев (ей 17 лет), но обладает очень высоким, практически детским голосом. Учится в 3"A" классе. Любит читать книги, и может потом взахлёб о них рассказывать. Она часто бывает рассеянной, и может, к примеру, на ходу увлечься разговором и налететь на столб. Её сильные стороны — умение хорошо готовить, и мастерски шить.
Сэйю: Томоко Канэда
- Хинако Мотида (яп. 持田 雛子 Мотида Хинако)

Родилась 5 августа (ей 10 лет). Учится в 5-м классе младшей школы. Является весьма способной, даже гениальной ученицей, поэтому со стороны сверстников испытывает отчуждение, а порой и травлю. Постоянно переживает по поводу своего возраста — ей хочется выглядеть более взрослой. Очень любит йети.
Сэйю: Аюми Мурата
- Юдзуки Фудзимура (яп. 藤村 柚希 Фудзимура Юдзуки)

Преподавательница естественных наук и классный руководитель в классе, где учится Сана. Родилась 26 декабря (ей 25 лет). Увлекается астрономией и любит рассказы об инопланетянах. Имеет привычку в качестве поощрения раздавать ученикам конфеты.
Сэйю: Мэгуми Тоёгути
- Асами Хосино (яп. 星野 あさみ Хосино Асами)

Ученица соседнего 2 Е класса. Родилась 28 октября (ей 16 лет). У неё отличная успеваемость и поведение, поэтому она обращает на себя внимание. У неё развито чувство ответственности, она является представителем класса и членом ученического совета школы. Почему-то ей не нравится её имя, «Асами». Хотя (согласно японской Википедии) Нанака является её кузиной, отношения между ними не очень хорошие. До своего отъезда Сана не был с ней знаком, познакомились они, когда он уже вернулся в Сакураномори.
Сэйю: Маи Накахара

## Музыка
Открывающая тема — «Tears Infection» (исполняет KAORI), закрывающая — «Kimi to Yozora to Sakamichi to» (キミと夜空と坂道と) (исполняет Канако Ито).

## Примечание
1. ↑  Myself;Yourself Anime Airs in October with KAORI Song. Anime News Network (24 июля 2007). Дата обращения: 24 января 2010. Архивировано 26 августа 2009 года.